# Triple saut masculin à la Ligue de diamant 2012
Navigation
2011
Le concours du triple saut masculin de la Ligue de diamant 2012 se déroule du 19 mai au 30 août 2012. La compétition fait successivement étape à Shanghai, Eugene, Oslo, Paris, Londres, Stockholm et Zurich.

## Calendrier
| Date               | Meeting             | Ville     | Pays        |
| ------------------ | ------------------- | --------- | ----------- |
| 19 mai 2012        | Golden Grand Prix   | Shanghai  | Chine       |
| 2 juin 2012        | Prefontaine Classic | Eugene    | États-Unis  |
| 7 juin 2012        | Bislett Games       | Oslo      | Norvège     |
| 6 juillet 2012     | Meeting Areva       | Paris     | France      |
| 13-14 juillet 2012 | London Grand Prix   | Londres   | Royaume-Uni |
| 17 août 2012       | DN Galan            | Stockholm | Suède       |
| 30 août 2012       | Weltklasse          | Zurich    | Suisse      |

## Résultats
| Date | Meeting   | 1er                               | 1er   | 2e                             | 2e    | 3e                         | 3e    |
| --- | --------- | --------------------------------- | ----- | ------------------------------ | ----- | -------------------------- | ----- |
| 19 mai 2012 | Shanghai  | Phillips Idowu 17,24 m (MR)       | 4 pts | Will Claye 17,12 m (SB)        | 2 pts | Christian Taylor 16,96 m   | 1 pt  |
| 1er juin 2012 | Eugene    | Christian Taylor 17,62 m (WL, MR) | 4 pts | Will Claye 17,48 m (SB)        | 2 pts | Phillips Idowu 17,05 m     | 1 pt  |
| 7 juin 2012 | Oslo      | Lyukman Adams 17,09 m             | 4 pts | Christian Taylor 17,06 m       | 2 pts | Sheryf El-Sheryf 17,03 m   | 1 pt  |
| 6 juillet 2012 | Paris     | Leevan Sands 17,23 m (SB)         | 4 pts | Karl Taillepierre 16,84 m (SB) | 2 pts | Harold Correa 16,76 m (PB) | 1 pt  |
| 13-14 juillet 2012 | Londres   | Christian Taylor 17,41 m          | 4 pts | Leevan Sands 16,97 m           | 2 pts | Tosin Oke 16,93 m          | 1 pt  |
| 17 août 2012 | Stockholm | Christian Taylor 17,11 m          | 4 pts | Sheryf El-Sheryf 17,04 m       | 2 pts | Lyukman Adams 16,93 m      | 1 pt  |
| 30 août 2012 | Zurich    | Fabrizio Donato 17,29 m           | 8 pts | Christian Taylor 17,16 m       | 4 pts | Benjamin Compaoré 16,96 m  | 2 pts |
| Records et Performances - AR : Record continental (area record) - CR : Record des championnats (championship record) - MR : Record du meeting (meet record) - NR : Record national (national record) - OR : Record olympique (olympic record) - PR : Record paralympique (paralympic record) - PB : Record personnel (personal best) - SB : Meilleure performance personnelle de la saison (season's best) - WL : Meilleure performance mondiale de l'année (world leader) - WJR : Record du monde junior (world junior record) - WR : Record du monde (world record) Circonstances et Conditions - DNF : N'a pas terminé (did not finish) - DNS : N'a pas pris le départ (did not start) - DQ : Disqualification (disqualification) - NM : Aucun essai valable enregistré (No Mark) - Q : Qualifié « directement » au prochain tour (ou à la prochaine compétition), lors d'une compétition majeure, grâce au classement ou à la réalisation des minima (automatic qualifier) - q : Qualifié au prochain tour (ou à la prochaine compétition), lors d'une compétition majeure, grâce au repêchage ou à la réalisation de l'une des meilleures performances parmi celles des « non qualifiés directement » (grâce au meilleur temps ou à la meilleure distance par exemple) (secondary qualifier) |           |                                   |       |                                |       |                            |       |

## Classement général
- Classement final[1] :

| Rang | Athlète          | Points |
| ---- | ---------------- | ------ |
| 1    | Christian Taylor | 19     |
| 2    | Fabrizio Donato  | 8      |
| 3    | Sheryf El-Sheryf | 3      |